# 新疆维吾尔自治区经济

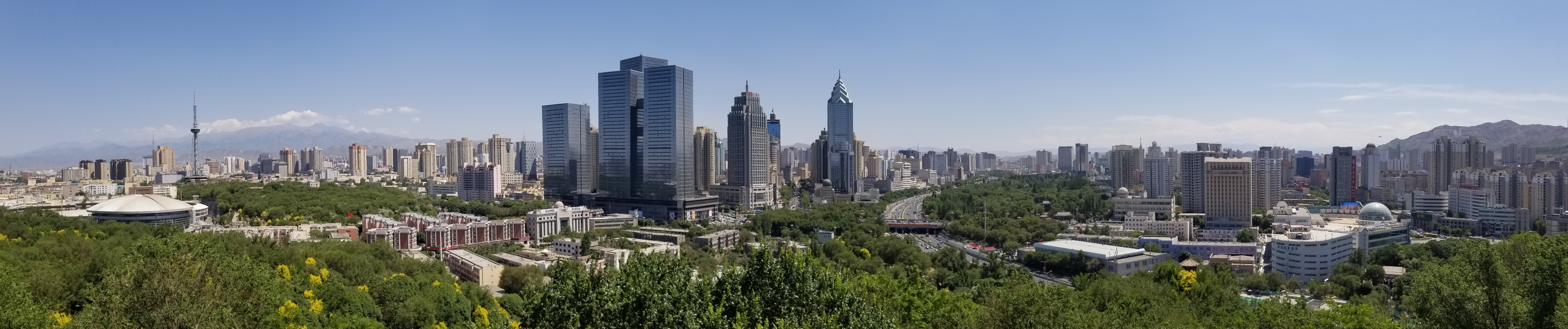
乌鲁木齐市

新疆经济，是指中华人民共和国新疆维吾尔自治区的经济。

## 经济发展史
汉，唐，清时期中原中央政府都对新疆实行戍边屯田制度，对新疆的农业的发展有相当大的推进作业。新疆位于亚欧大陆腹地，又是古代丝绸之路交通枢纽，依靠高山融雪产生的绿洲和丝绸之路，新疆汉唐时期，农牧业，商业，手工业都相当发达。

## 经济数据
2020年全年新疆自治区实现地区生产总值（GDP）13,797.58亿元（人民币下同），比上年增长3.4%。其中：第一产业增加值1,981.28亿元，增长4.3%；第二产业增加值4,744.45亿元，增长7.8%；第三产业增加值7,071.85亿元，增长0.2%。第一产业增加值占地区生产总值比重为14.4%，第二产业增加值比重为34.4%，第三产业增加值比重为51.2%。

## 农业
2020年新疆自治区全年粮食种植面积2,230.15千公顷，比上年增长1.2%。其中：小麦种植面积1,069.01千公顷，增长0.7%；玉米种植面积1,051.05千公顷，增长5.4%。棉花种植面积2,501.93千公顷，下降1.5%。油料种植面积177.21千公顷，下降18.9%。甜菜种植面积62.32千公顷，增长4.2%。
全年粮食产量（含薯类）1,583.40万吨，比上年增加56.33万吨，增产3.7%。其中：夏粮产量583.49万吨，增产0.7%；秋粮产量999.91万吨，增产5.5%。谷物产量中，小麦产量582.09万吨，增产1.1%；玉米产量928.43万吨，增产8.2%。全年棉花产量516.10万吨，比上年增产3.2%；油料产量55.28万吨，减产17.1%；甜菜产量462.21万吨，增产3.8%。

## 工业
2020年自治区全年全部工业增加值3,633.33亿元，比上年增长5.8%。其中：规模以上工业增加值增长6.9%。在规模以上工业中，分经济类型看，国有控股企业增加值增长5.5%，股份制企业增长5.8%，外商及港澳台商投资企业增长5.9%，私营企业增长8.9%。分工业门类看，采矿业增长6.4%，制造业增长4.4%，电力、热力、燃气及水的生产和供应业增长16.7%。分轻重工业看，轻工业增长3.8%，重工业增长7.2%。

## 金融
截至2020年末，自治区全区共有各类金融机构832家，其中，银行业金融机构153家，较2012年末增加33家。2020年巴基斯坦哈比银行入驻新疆，成为第一个入职新疆的“一带一路”沿线国家的银行。

## 旅游业
2019年新疆接待游客突破2亿人次、实现旅游收入超3400亿元。
2020年因疫情影响，全年新疆接待游客1.58亿人次，实现旅游收入992.12亿元。